# The Marine
Série
The Marine 2
(2009)
Pour plus de détails, voir Fiche technique et Distribution.
The Marine ou Le Fusilier Marin au Québec (The Marine) bien que les marines correspondent à l'infanterie de marine et non aux fusiliers-marins est un film d'action américain réalisé par John Bonito, datant de 2006, mettant en scène le catcheur John Cena. Le film a été produit par Vince McMahon et Joel Simon, et écrit par Michelle Gallagher.
Il a également été produit et financé par les studios de la World Wrestling Entertainment, nommées WWE Films, et distribué aux États-Unis par la 20th Century Fox. Au Québec, le film est sorti le 30 janvier 2007 et en France, ainsi qu'en Belgique, le 9 mai 2007.

## Synopsis
Le film débute dans une cachette secrète d'Al Qaïda en Irak. Le sergent d'infanterie de marine des États-Unis d'Amérique, John Triton (John Cena), combat le terrorisme en même temps qu'il voit ses troupes de soldats se faire massacrer. Son général lui ordonne alors d'attendre pour tuer le chef des terroristes, mais celui-ci ne tient plus. Alors que les terroristes étaient prêts à exécuter les Marines qu'ils avaient capturés, Triton fonce et tue les terroristes. Une fois sorti de la cachette, lui et ses camarades retournent aux États-Unis.
Le lendemain, son colonel aimerait s'entretenir avec lui. Tout en le félicitant, il l'informe qu'il est démis de ses fonctions pour avoir désobéi à un ordre direct.
De retour d'Irak, Triton décide avec sa femme Kate (Kelly Carlson) de prendre des vacances tous les deux. Pendant ce temps, un cerveau du crime, Rome (Robert Patrick), dérobe une bijouterie accompagné de ses complices : sa séduisante copine Angela (Abigail Bianca), Morgan (Anthony Ray Parker), Vescera (Damon Gibson), et Bennett (Manu Bennett). Alors qu'ils tentent de semer la police, ils s'arrêtent dans une station d'essence, station dans laquelle John et Kate se sont également arrêtés. Alors qu'une patrouille de police intervient, Morgan tue l'un des officiers. Après avoir mis John à terre, Kate est kidnappée par ces ravisseurs. John mettra alors tout en œuvre pour récupérer sa femme, y compris de tuer ces criminels jusqu'au dernier.

## Fiche technique
- Titre original et français  : The Marine
- Titre québécois  : Le Fusilier Marin
- Réalisation : John Bonito
- Histoire : Michell Gallagher
- Scénario : Alan B. McElroy et Michell Gallagher
- Coproducteur : Jed Blaugrund
- Producteurs : Joel Simon, Kathryn Sommer-Parry et Jonathan Winfrey
- Producteurs associés : Frank Carlopio et W. Mark McNair
- Producteur exécutif : Matt Carroll et Vince McMahon
- Musique : Don Davis
- Photographie : David Eggby
- Montage : Dallas Puett
- Casting : Donna Rosenstein,  Tom McSweeney et Maura Fay Group
- Concepteurs des décors : Herbert Pinter
- Directeur artistique : Daryl Porter
- Décors : Mandy Willaton
- Costumes : Graham Purcell
- Budget : 15 000 000 $
- Recettes : 22 165 608 $
- Société de production : WWE Films  et Pacific Film and Television Commission
- Société de distribution : 20th Century Fox (États-Unis et France)
- Pays de production :  États-Unis
- Langue : Anglais
- Formats : 1,85 : 1 | DeLuxe | 35 mm (Kodak)
- Son : Dolby Digital | DTS
- Genre : Action
- Durée : 88 minutes (source dvd)
- Dates de sortie :
  - États-Unis : 13 octobre 2006
  - France : 9 mai 2007

## Distribution
- John Cena (VFB : Martin  Spinhayer ; VQ : Louis-Philippe Dandenault) : Sergent John Triton
- Robert Patrick (VFB : Daniel Nicodème ; VQ : Sébastien Dhavernas) : Rome
- Kelly Carlson (VFB : Nathalie Hugo ; VQ : Catherine Proulx-Lemay) : Kate Triton
- Anthony Ray Parker (VFB : Claudio Dos Santos ; VQ : Benoit Rousseau) : Morgan
- Abigail Bianca (VFB : Valérie Muzz ; VQ : Camille Cyr-Desmarais) : Angela
- Jerome Ehlers (VFB : Robert Guilmard ; VQ : Luis de Cespedes) : Van Buren
- Manu Bennett (VFB : Mathieu Moreau) : Bennett
- Damon Gibson (VFB : Tony Beck) : Vescera
- Drew Powell (VFB : Patrick Donnay ; VQ : Tristan Harvey) : Joe
- Frank Carlopio (VFB : Nicolas Dubois) : Frank
- Christopher Morris (VQ : Daniel Roy) : Rick

Doublage européen
- Société : Dubbing Brothers France & Belgique
- Direction : Robert Guilmard
- Adaptation : Marie-Dominique Laureent
- Enregistrement : Christophe Leemens
- Mixage : Frederic Dray
- Montage : Jerome Pham-Van

source VF

## Production

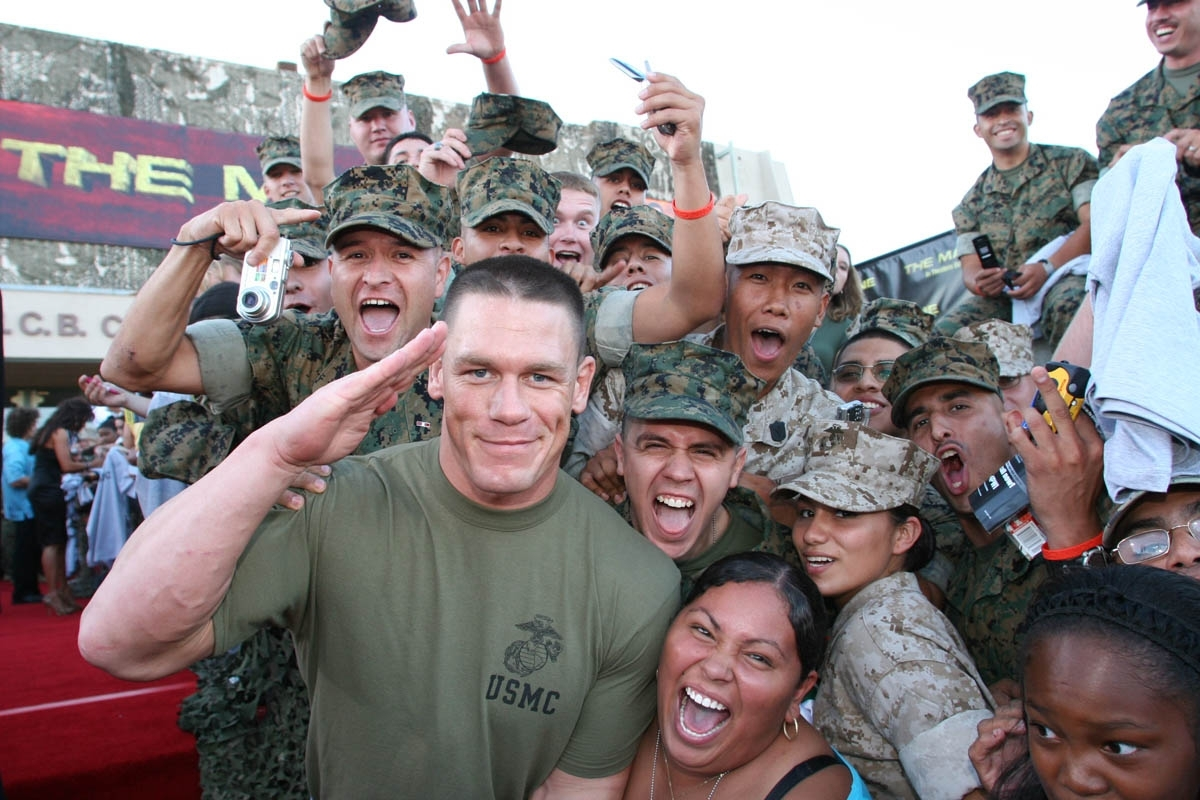
Cena, posant avec des Marines américains, à l'avant-première du film The Marine.

Le script de The Marine a originellement été écrit pour l'acteur Al Pacino (le personnage de Rome) et pour Stone Cold Steve Austin (le personnage de Triton). En 2004, le rôle de Triton a été attribué à John Cena. Al Pacino, quant à lui, a refusé le rôle de Rome car la production ne payait pas assez. Patrick Swayze s'est à la suite attribué le rôle de Rome, mais il a, finalement, été attribué à Robert Patrick.
Le tournage a été effectué par Movie World à Gold Coast, Queensland en Australie. La Base des Marines a été filmée à Université Bond.

## Box office
Une semaine après sa sortie au cinéma aux États-Unis, le film rapporte 7 millions de dollars au box office. Durant une dizaine de semaines au cinéma, le film rapporte 18,7 millions de dollars. Une fois le DVD paru, il rapporte environ 30 millions de vente durant les douze premières semaines.
Mondialement, The Marine a rapporté 22,165,608 dollars.
The Marine a battu son prédécesseur See No Evil, mettant en vedette Kane, et son successeur, The Condemned, avec Stone Cold Steve Austin, qui a été ensuite battu par 12 Rounds avec 34,733,019 $ avec John Cena

## Suites
Le film a engendré cinq suites en direct-to-vidéo : 
- The Marine 2 avec Ted DiBiase, sorti le 29 décembre 2009
- The Marine 3: Homefront, avec The Miz (Michael Mizanin), sorti le 5 mars 2013
- The Marine 4: Moving Target, avec The Miz, sorti le 21 avril 2015
- The Marine 5 : Battleground, avec The Miz, sorti le 28 mars 2017
- The Marine 6 : Close Quarters, avec The Miz et Shawn Michaels, sorti le  26 octobre 2018